# Marcel Navarro i Beltri
Marcel Navarro i Beltri (Tortosa, Baix Ebre, 1861 - l'Ampolla, Baix Ebre, 14 de juny de 1916), fou un polític i comerciant català.
Provenia d'una família humil de pescadors de Tortosa que vivien al carrer des Pescadors. La mort sobtada del pare, Florencio Navarro Colomines, l'obligà a deixar els estudis i es va posar a treballar. Posteriorment es va casar amb Concepció Cabrera i Margalef, d'una família d'El Perelló; amb ella van anar a viure a l'Ampolla, que llavors era una pedania perellonenca. Amb Concepció van tenir quatre fills, i professionalment es dedicà al comerç i a la indústria.
Pel que fa a la seva carrera política, fou un dirigent marcel·linista d'ideologia republicana. Fou regidor d'El Perelló (1899-1903), i el 1905 fou nomenat alcalde pedani de l'Ampolla. El 1915 fou elegit diputat provincial, ja que va quedar en tercera posició amb 6.689 vots; va formar part de la Comissió Provincial, de la d'Hisenda i també fou membre de la Junta Provincial de Carreteres. Va morir sobtadament el mes de juny de 1916 després de no poder superar una delicada operació quirúgica.
Juntament amb Miquel Blanc i Ferreres va participar en el Tesoro Republicano de 1903.